# Championnat du Mexique d'échecs
Le championnat du Mexique d'échecs est la compétition organisée par la Fédération mexicaine des échecs. 

## Historique
Le championnat du Mexique d'échecs est organisé chaque année depuis 1973 par la fédération mexicaine des échecs, la FENAMAC (en espagnol : Federación Nacional de Ajedrez de Mexico A.C.). 
Ce championnat s'appelait jusqu'en 1997 le championnat national fermé (Campeonato Nacional Cerrado), et depuis cette date, il devient le Campeonato Nacional Absoluto. Il était initialement organisé sous forme de tournoi toutes rondes. Cependant, plusieurs éditions dans les années 1990 ont été organisées comme une succession de matchs éliminatoires. Dans les années 2020, le championnat est désormais organisé sous forme de système suisse. Certaines années, il sert d'étape de qualification pour le championnat du monde d'échecs de la FIDE. Il est alors désigné comme « tournoi sous-zonal 2.3.1 ». Il existe aussi un tournoi différent, le championnat ouvert mexicain (Campeonato Nacional Abierto), qui ne se limite pas aux ressortissants mexicains. Il a lieu chaque année depuis 1954.

## Liste des vainqueurs
| Année     | Lieu          | Vainqueur                                           | Remarques |
| --------- | ------------- | --------------------------------------------------- | --- |
| 1973      | Mexico        | Mario Campos López[4],[5]                           | |
| 1974      | Guanajuato    | Mario Campos López[6]                               | |
| 1975      | Mexico        | Marcel Sisniega Campbell[7]                         | |
| 1976      | Mexico        | Marcel Sisniega Campbell[7]                         | |
| 1977      | Mexico        | Marcel Sisniega Campbell, Carlos Escondrillas[7]    | |
| 1978      |               | Alberto Campos Ruíz[8]                              | |
| 1979      | Mexico        | Marcel Sisniega Campbell[7]                         | |
| 1981      |               | Kenneth Frey Beckman[9]                             | |
| 1982–1983 |               | Marcel Sisniega Campbell[10]                        | Sisniega bat Frey Beckman dans un match de départage qui se déroule à Mexico en 1983[7],[10]                                                 |
| 1983      | Xalapa        | Kenneth Frey Beckman[9]                             | |
| 1984      |               | Kenneth Frey Beckman[9]                             | |
| 1985      |               | Humberto Morales Moreno[11]                         | |
| 1986      | Mexico        | Kenneth Frey Beckman[9], Rafael Espinosa Flores[12] | |
| 1987      | Mexico        | J. Jesús González Mata                              | |
| 1988      | Mexico        | Marcel Sisniega Campbell[7]                         | |
| 1989      | Mexico        | Marcel Sisniega Campbell[7]                         | |
| 1990      | Villahermosa  | Marcel Sisniega Campbell[7]                         | |
| 1992      | Mexico        | Gilberto Hernández[7],[13]                          | |
| 1993      | Linares       | Roberto Martín del Campo Cárdenas[14]               | Del Campo bat Sisniega dans un match de départage après leur égalité lors du tournoi principal[14]                                           |
| 1994      |               | Gilberto Hernández[13]                              | Tournoi à élimination directe[1] |
| 1995      |               | Gilberto Hernández[13]                              | Tournoi à élimination directe[1] |
| 1996      |               | José Gonzalez Garcia[1]                             | Tournoi à élimination directe. Gonzalez Garcia bat Rafael Espinosa Flores en finale, laquelle a eu lieu à Monterrey[15].                     |
| 1997      | Morelia       | Roberto Calderín Gonzalez[1]                        | |
| 1998–1999 | León          | Alfonso Almeida[16]                                 | |
| 1999      | Mexico        | Israel Blanco Sing[17]                              | Blanco Sing bat Alberto Escobedo Tinajero lors d'un match de départage[17].                                                                  |
| 2000      | Mexico        | Rafael Espinosa Flores[18]                          | |
| 2001      | Pachuca       | Alberto Escobedo Tinajero[19]                       | |
| 2002      | Mexico        | Rafael Espinosa Flores[20]                          | |
| 2003      | Hermosillo    | Dionisio Aldama Degurnay[21]                        | |
| 2004      | Pachuca       | Juan Carlos Gonzalez Zamora[22]                     | |
| 2005      | Pachuca       | Alberto Escobedo Tinajero[23]                       | |
| 2006      | Ciudad Juárez | Juan Carlos Gonzalez Zamora[24]                     | |
| 2007      | Pachuca       | Juan Carlos Gonzalez Zamora[25]                     | |
| 2008      | Mexico        | Rafael Espinosa Flores[26]                          | Espinosa bat Gilberto Hernandez Guerrero et Juan Carlos Gonzalez Zamora lors de matchs de départage[26].                                     |
| 2009      | Huatulco      | Gilberto Hernández[27]                              | |
| 2010      | Mexico        | Manuel León Hoyos[28]                               | |
| 2011      | Tapachula     | Juan Carlos Gonzalez Zamora[29]                     | |
| 2012      | Mexico        | Juan Carlos Gonzalez Zamora[30]                     | |
| 2013      | Mexico        | Juan Carlos Gonzalez Zamora[31]                     | Gonzalez Zamora bat Luis Fernand Ibarra Chami lors d'un match de départage[31].                                                              |
| 2014      | Mexico        | Juan Carlos Gonzalez Zamora[32]                     | |
| 2015      | Mexico        | Sergio Joshafatt Morales Garcia[33]                 | Morales Garcia bat Roberto Martín del Campo Cárdenas lors d'un match de départage[33].                                                       |
| 2016      | Morelia       | Juan Carlos Gonzalez Zamora[34]                     | Gonzalez Zamora bat Gilberto Hernandez Guerrero, Uriel Capo Vidal, Nestor Cofre Archibold et Isaac Antonio Garcia Guerrero au départage[34]. |
| 2023      | Mexico        | Juan Obregon Rivero[35]                             | |

## Liste des vainqueuses du championnat féminin
| Année | Vainqueuse                 |
| ----- | -------------------------- |
| 2023  | Zenia Corrales Jimenes[35] |